# 山本瓔子
山本 瓔子（やまもと ようこ）は、日本の詩人、作詞家、随筆家。代表作は『あすという日が』。

## 略歴
1937年 (昭和12年) 8月11日生まれ。静岡県磐田市出身。静岡県立磐田南高等学校卒業。本名・秋葉瓔子。
NHK全国学校音楽コンクール（Nコン）小学校の部課題曲「ともだちと」「ポンポン船のうた」の作詞を手がける。その他自由曲も多数作詞。NHK紅白歌合戦では「バラ色の雲に乗せて」が歌われる。合唱曲や小・中・高等学校の校歌の作詞も多数手がけ、音楽や国語の教科書にも作品が掲載されている。詩集は7冊出版。CDも「山本瓔子の世界vol.1 小さな公園」、「同vol.2 宇宙基地より愛を込めて」をはじめ、多数発売。組曲・ミュージカル委嘱も多い。山本瓔子コンサート数回開催。「狛江市のうた」選と補作。現在、日本詩人クラブ、詩と音楽の会、日本児童文芸家協会、日本童謡協会、綾の会などに所属。ふじの国静岡観光大使、磐田ふるさとサポーター、群馬県「詩と童謡館ポエム・ビレッジ山本瓔子・詩のギャラリー」館長。元郵便局長。
横浜市立北綱島小学校、横浜市立芹が谷小学校、川崎市立坂戸小学校、調布市立上ノ原小学校、藤沢市立善行中学校、神奈川県立麻溝台高等学校、埼玉県立ふじみ野高等学校の校歌を作詞している。

## 作詞
- あすという日が（作曲：八木澤教司）
- 金色の実（作曲：上田真樹）
- 海よりはるかに（作曲：上田真樹）
- 風のめぐるとき（作曲：橋本祥路）
- 生きる生きる（作曲：富澤裕）
- となりあわせの（作曲：富澤裕）
- エリカの花の道（作曲：富澤裕）
- シュルルン水でっぽう（作曲：黒沢吉徳）
- 花咲く時をこえて（作曲：大田桜子）
- 光を抱こう（作曲：八木澤教司）
- 潮騒をきく（作曲：加賀清孝）
- 今なりたい自分へ（作曲：大澤徹訓）
- いつの日か（作曲：京嶋信）
- 同声2部合唱のための「僕らの声は旅をする」より『誰もいない遊園地』（作曲：貫輪久美子）
- 同声と女声のための合唱曲集「花の色は ゆめの色」より『春をかく』『あたらしい芽』（作曲：栗原正義）
- 同声合唱のための「見えない風の中で / のはらは すきだ」より『見えない風の中で』『のはらは すきだ』（作曲：上田真樹）
- 中村節也童謡作品「海っ子山っ子」より『海におうちをたてたいな』

## 詩集
- あすという日が
- 笹舟 (1972)
- 透明な二月の少年 (1982)
- 花びらの耳に（1991）
- 白樺の葉がしげることを（1991）
- 山本瓔子詩集〈1〉しあわせの角度―心のメッセージ（2003）
- 山本瓔子詩集〈2〉ひとつのいのち―こどものうたと詩（2003）

## 絵本・童話
- 一万回のありがとう（絵：松田陽子）
- あの空をめざして～白鳥の家族とみずうみ村の人びと～（絵：リード・シアーノルド）

## 合唱曲集
- 混声合唱組曲 炎への讃歌（大田桜子）
- 混声合唱とピアノのための組曲 刻の彼方へ（松下耕）
- 女声合唱とピアノのための五つのシャンソン（新実徳英）
- 同声合唱のための 金色の実（上田真樹）
- 同声合唱のための 見えない風の中で のはらはすきだ（上田真樹）

## 受賞
- 第19回三木露風賞受賞[14]